# Râpănești
Râpănești – wieś w Rumunii, w okręgu Vâlcea, w gminie Bunești. W 2011 roku liczyła 485 mieszkańców.